# دورية أكاديمية

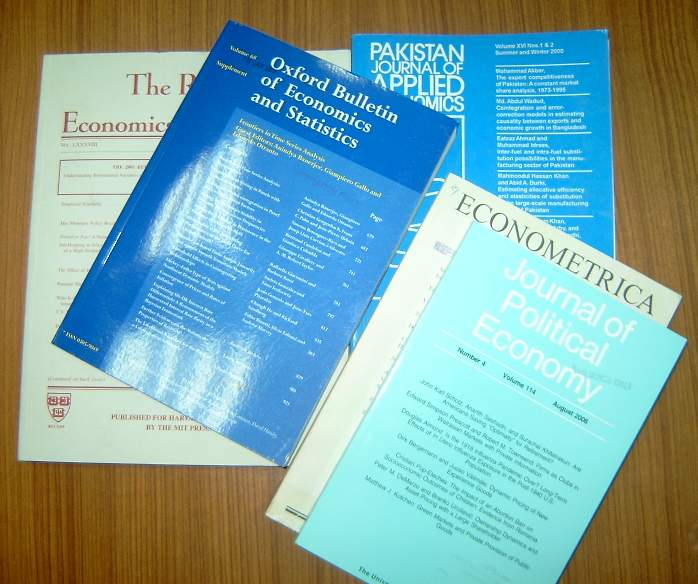

الدورية الأكاديمية (بالإنجليزية: Academic journal)‏ هي نشرة دورية تُنْشَر فيها البحوث العلمية المتعلقة بتخصص أكاديمي معين. وتعمل الجرائد الأكاديمية كمنتديات دائمة وشفافة لعرض البحوث ودراستها ومناقشتها. وعادة ما تُراجع أو تُحَكَّم من الأقران. يأخذ المحتوى عادة شكل مقالات تقدم البحوث الأصلية، ومراجعة المقالات، واستعراضات الكتب. والغرض من المجلة الأكاديمية، وفقا لهنري أولدنبورغ، المحرر الأول لأقدم مجلة أكاديمية في العالم، هو إعطاء الباحثين مكانا لـ«نقل معارفهم إلى بعضهم البعض، والمساهمة ما في وسعهم إلى التصميم الكبير لتحسين المعرفة الطبيعية، وإتقان جميع الفنون الفلسفية والعلوم».
ينطبق مصطلح المجلة الأكاديمية على المنشورات العلمية